# عبد الرحمن فاروق
عبد الرحمن فاروق لاعب كرة قدم مصري ، ويلعب حاليًا لالمقاولون العرب في مركز الظهير الأيمن.

## مسيرته الكروية
كانت بداياته في الدوري الممتاز مع نادي حرس الحدود موسم 2006–2007 ، وفاز مع الفريق ببطولة كأس السوبر 2009 واستمر مع النادي حوالي 7 مواسم ، قبل أن ينتقل إلى سموحة ، ومنه إلى الاتحاد السكندري.

## روابط خارجية
- عبد الرحمن فاروق على موقع قاعدة بيانات كرة القدم.إي يو (الإنجليزية)
- عبد الرحمن فاروق على موقع Soccerway.com (الإنجليزية)